# Radio Veronica (radio pirate)
Cet article concerne la station de radio historique néerlandaise. Pour la radio actuelle du même nom appartenant au groupe Sky Radio, voir Radio Veronica.
Radio Veronica était une radio pirate offshore indépendante qui a émis depuis un bateau-phare à destination des Pays-Bas et d'Europe du Nord à partir de 1960 et pendant 14 ans sans interruption, une durée jamais égalée par une autre programmation offshore.

## Historique
Au cours de son histoire, Radio Veronica parvint à devenir la plus populaire du pays, en concurrence avec Radio North Sea International.
En août 1974, le gouvernement néerlandais passe une loi anti-radio pirate, ce qui provoque l'arrêt de la diffusion de Radio Veronica. Après la fermeture de la radio, certains membres de l'équipe d'origine se constituent en une société légale qui détient aujourd'hui encore une chaîne télévisée néerlandaise.
En 1995, dès que la loi l'y autorisa, la radio devint commerciale.